# Geolyces tanytmesis
Geolyces tanytmesis là một loài bướm đêm trong họ Geometridae.